# Eksprickling
Eksprickling (Colpoma quercinum) är en svampart som först beskrevs av Christiaan Hendrik Persoon, och fick sitt nu gällande namn av Carl (Karl) Friedrich Wilhelm Wallroth 1833. Eksprickling ingår i släktet Colpoma och familjen Rhytismataceae.  Arten är reproducerande i Sverige. Inga underarter finns listade i Catalogue of Life.